# Línea C (Metro de Medellín)
La Línea C del Metro de Medellín fue una línea de metro utilizada como sistema de transporte masivo de alta capacidad, inaugurada el día 28 de febrero de 1996 para uso interno del Metro de Medellín. Atraviesa la ciudad de Medellín de norte a occidente, en una longitud total de 3,2 km, a nivel y elevada. 
Cuenta con dos estaciones, ambas con integración, sirviendo a la comuna de Castilla y a la comuna de Laureles-Estadio con una estación respectivamente.
Entre el 2014 y el 2015 tuvo una operación comercial de prueba, finalizada el 24 de marzo de 2015. Se utiliza actualmente como línea de conexión entre la Línea A y la Línea B, principalmente para el paso entre los patio talleres o eventos ocasionales, en una sola vía férrea.

## Inauguración
El 8 de abril de 1994 se realiza primera prueba técnica en un trayecto de 11 km de la Línea A entre los talleres en Bello y la Estación Caribe. El 30 de noviembre de 1995 fue inaugurado por el presidente de la República Ernesto Samper Pizano, el Alcalde de Medellín Sergio Naranjo Pérez, el Gobernador de Antioquia Álvaro Uribe Vélez y el Gerente de la Empresa de Transporte Masivo del Valle de Aburrá Alberto Valencia Ramírez, en un tramo de la Línea A, entre la Estación Niquía y la Estación Poblado. Posteriormente se inauguran la Línea B y la Linea C el 28 de febrero de 1996 y finalmente se habilita todo del sistema el 30 de septiembre de 1996 con la entrada en operación del tramo entre la Estación Poblado y la Estación Itagüí.

## Recorrido
La Línea C del Metro de Medellín atraviesa al municipio de Medellín de norte a occidente. Inicia su recorrido a partir de la Estación Caribe en donde continua a nivel paralela al Río Medellín en su margen occidental, para posteriormente, en cercanías de la Línea B en su paso sobre la Quebrada La Hueso, elevarse para conectar mediante viaducto, finalizando su recorrido en la Estación Suramericana.